# الدوري القبرصي الدرجة الثانية 1957–1958
الدوري القبرصي الدرجة الثانية 1957–1958 هو الموسم 5 من الدوري القبرصي الدرجة الثانية. أقيم بتاريخ 2 فبراير 1958، وأشرف على تنظيمه اتحاد قبرص لكرة القدم، وكان عدد الأندية المشاركة فيه 9، وفاز فيه Orfeas Nicosia ‏.